# Kauaiina montgomeryi
Kauaiina montgomeryi là một loài bướm đêm thuộc họ Geometridae. Nó là loài đặc hữu của miền đông Maui.